# Frederick Douglass

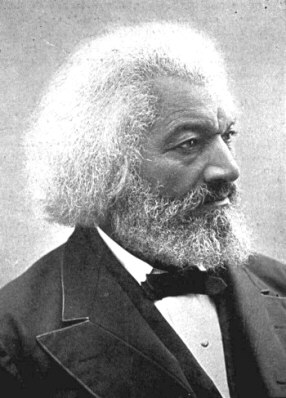
Frederick Douglass

Frederick Douglass, geboren als Frederick Augustus Washington Bail(e)y (Cordova, Talbot County (Maryland), 14 februari 1818 – Washington, 20 februari 1895), was een Amerikaans abolitionist, Republikein, redacteur, publicist, politicus en hervormer. Hij was een van de belangrijkste voorvechters van de afschaffing van slavernij en hij wordt gezien als een van de invloedrijkste schrijvers en sprekers uit de Amerikaanse geschiedenis.

## Jonge jaren
Douglass werd geboren nabij Cordova in de staat Maryland. Hij was de zoon van Harriet Bailey, een zwarte slavin. Hij bracht zijn jongste jaren door in een hut met zijn grootmoeder Betsey: zijn moeder werd op een andere boerderij tewerkgesteld waardoor hij haar zelden zag. Op de plantages waar hij opgroeide kwam hij in aanraking met de gruwelijke behandeling van de slaven. 
In 1826 werd hij naar Baltimore gestuurd, waar hij voor de zoon van de familie, Tommy, moest zorgen. Tommy's moeder, Sophia Auld, gaf hem lees- en schrijfles maar zij stopte daarmee toen haar man het verbood. Hierna leerde hij het heimelijk zichzelf waarna hij kranten en boeken begon te lezen en hij zich een mening vormde over de slavernij.
In 1833 werd hij naar een plantage in Maryland overgeplaatst waar hij in het geheim zijn medeslaven leerde de Bijbel te lezen. Toen zijn eigenaar hem met de zweep strafte bood hij tegenstand. Om hem in het gareel te krijgen werd hij verhuurd aan een "slavenbreker" maar hij bleef tegenstand bieden. Uiteindelijk werd hij teruggestuurd naar zijn eigenaar, die hem naar Baltimore stuurde waar hij in de haven moest werken.
In september 1838 ontsnapte hij aan de slavernij. In zijn eerste levensverhaal vertelt hij niet hoe hem dit gelukt was omdat hij bang was dat dit de deur dicht zou doen voor de velen die eveneens wilden vluchten. Jaren later vertelde hij hoe het hem gelukt was om met de papieren van een matroos in New York te komen.

## Na de slavernij

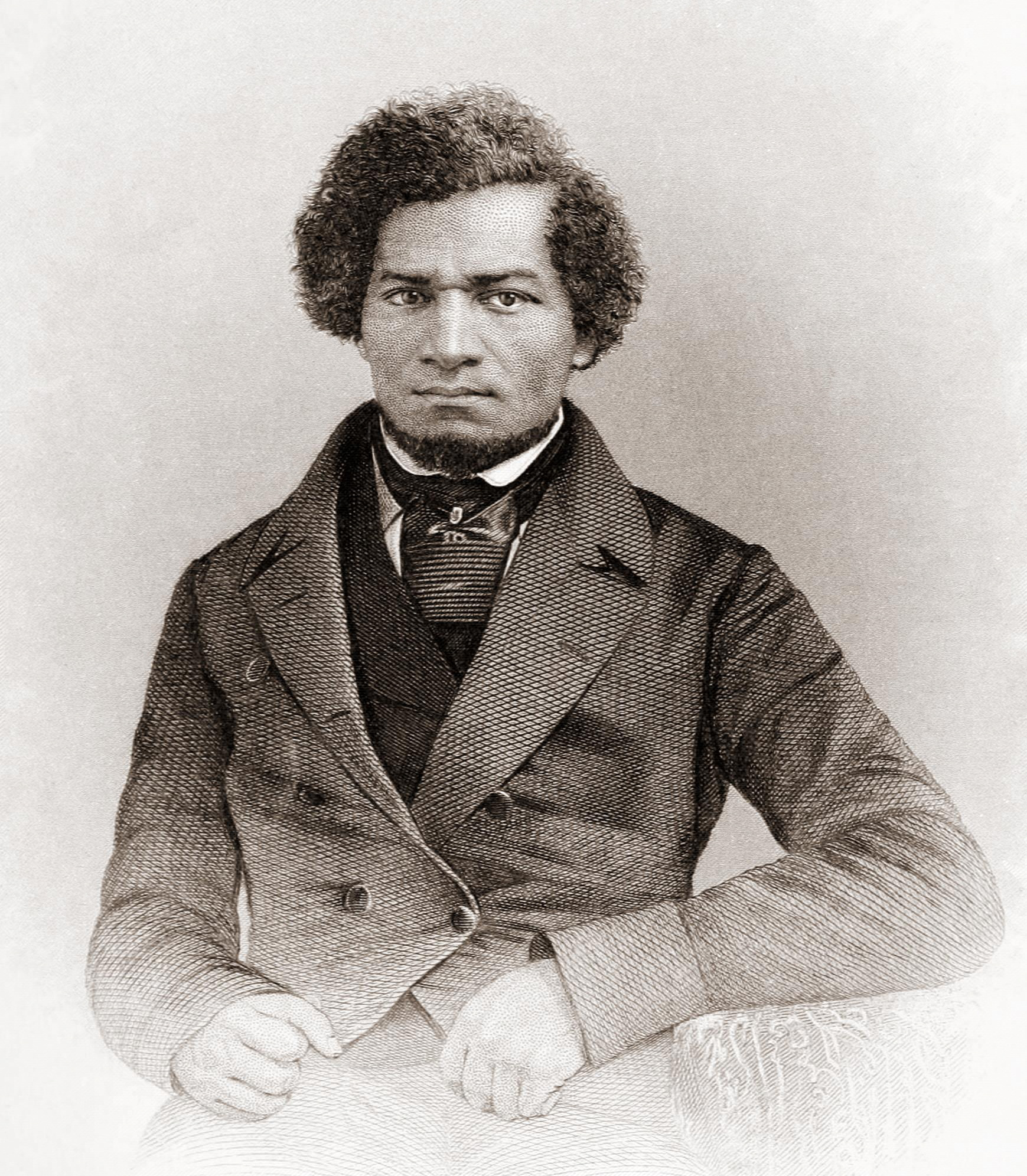
Frederick Douglass in zijn jonge jaren

Eenmaal in New York liet hij Anna Murray overkomen, een vrije Afro-Amerikaanse vrouw die hij in 1837 had ontmoet. Zij trouwden en kregen vijf kinderen. Vervolgens ging hij naar New Bedford in Massachusetts, waar hij opnieuw in de havens werkte maar nu voor zichzelf.
Op weg naar de vrijheid had hij zijn naam veranderd in "Johnson" zodat men hem niet zou kunnen vinden. Toen hij in New Bedford aankwam werd hij opgevangen door de heer en mevrouw Johnson. De heer Johnson raadde hem aan een andere naam te kiezen, aangezien er al zoveel Johnsons waren. Hij suggereerde "Douglas" - naar aanleiding van het verhaal van "The Lady in the Lake" van Walter Scott - dat hij aan het lezen was. Vanaf dat moment was zijn naam Frederick Douglass.

## Carrière
In New Bedford begon hij de krant "The Liberator" te lezen, die door William Garrison werd gepubliceerd. Hij ging ook naar antislavernijbijeenkomsten in de kerk.
In 1841 sprak Douglass over zijn ervaringen als een slaaf tijdens een bijeenkomst van de Massachusetts Anti-Slavery Society. Prominente abolitionisten raakten onder de indruk van zijn verhaal en hem werd gevraagd om als spreker op te treden tijdens bijeenkomsten. Hij verhuisde naar Lynn, Massachusetts, en sprak in de jaren daarna vele malen op antislavernijbijeenkomsten.
Hij schreef ook een autobiografie die in 1845 werd gepubliceerd, The Narrative of the Life of Frederick Douglass, An American Slave, Written by Himself. Het was een onmiddellijk succes en het verkocht uiteindelijk meer dan 30.000 stuks in de Verenigde Staten en Groot-Brittannië. Het werd ook vertaald in het Frans, Duits en Nederlands.
Douglass had echter door zijn boek zijn eigen leven in gevaar gebracht en was gedwongen naar Europa te vluchten om te voorkomen dat hij gearresteerd zou worden en opnieuw als slaaf moest gaan werken. In augustus 1845 verliet hij de VS en begon aan een reeks toespraken in Engeland, Schotland en Ierland. Tijdens deze 20 maanden werd er door antislavernijaanhangers in Engeland geld bij elkaar gebracht om zijn vrijheid af te kopen. Ook verdiende hij genoeg geld om zijn eigen antislavernijkrant te beginnen toen hij in de VS terugkwam. De eerste editie van de "North Star" kwam uit op 3 december 1847 in Rochester.

## Publicaties
In 1851 voegde hij de North Star samen met een andere krant, The Liberty Party Paper en vormde zo Frederick Douglass' Paper. Daarnaast publiceerde hij vanaf 1859 een maandelijks blad, Douglass' Monthly. Tijdens de Amerikaanse Burgeroorlog stopte hij de publicatie, maar in 1870 kocht hij 50% van de Washingtonse krant New Era. In september van dat jaar werd de eerste editie van de New National Era uitgebracht.
Frederick Douglass was in eerste instantie abolitionist en mensenrechtenactivist. Hij vocht vanaf zijn jonge jaren voor zijn eigen vrijheid en bleef tegen slavernij vechten totdat die werd afgeschaft. Hij sprak veel en vaak over het onderwerp tussen 1840 en 1860. In 1849, 1850 en 1851 organiseerde hij zijn eigen serie lezingen in Rochester. Hij schreef een novelle met de titel "The Heroic Slave", een fictieverhaal over het abolitionisme, uitgebracht in 1852 in Autographs for Freedom dat werd verkocht als een fundraiser voor antislavernijactiviteiten. Daarnaast was hij ook actief in de Underground Railroad en zorgde ervoor dat veel slaven naar Canada konden ontsnappen.
Hij kende de radicale abolitionist kapitein John Brown, die gewapend verzet van de slaven wilde organiseren. Douglass was het hier niet mee eens, maar zag zichzelf genoodzaakt naar Canada te vluchten nadat Brown een aanval op het federale wapendepot Harpers Ferry in West Virginia had gedaan.
Douglass was het uiteindelijk eens met Gerrit Smith en Lysander Spooner dat de Amerikaanse Constitutie de afschaffing van slavernij ondersteunde en veranderde zo zijn mening dat het juist niet het geval was. Douglass' verschuiving was een van de duidelijke kenmerken dat er een splitsing was in de abolitionisten na de verschijning van Spooners boek The Unconstitutionality of Slavery in 1846.
Toen de Burgeroorlog begon, was Douglass een van de beroemdste mannen in het land, bekend om zijn toespraken over de rechten van slaven en andere onderwerpen zoals de rechten van vrouwen.

### Lincolns herdenking
Douglass zat in het publiek tijdens de herdenking voor Abraham Lincoln en er werd een toespraak gegeven door een prominente advocaat. De toespraak was niet zo lovend als sommigen hadden gehoopt en Douglass werd door andere aanwezigen gevraagd zelf op te staan en iets te zeggen. Eerst weigerde hij dit uit respect voor de andere spreker, maar uiteindelijk gaf hij toe en deed een lovende toespraak over de president die hij zo respecteerde. Het publiek gaf hem een staande ovatie.

### Wederopbouw

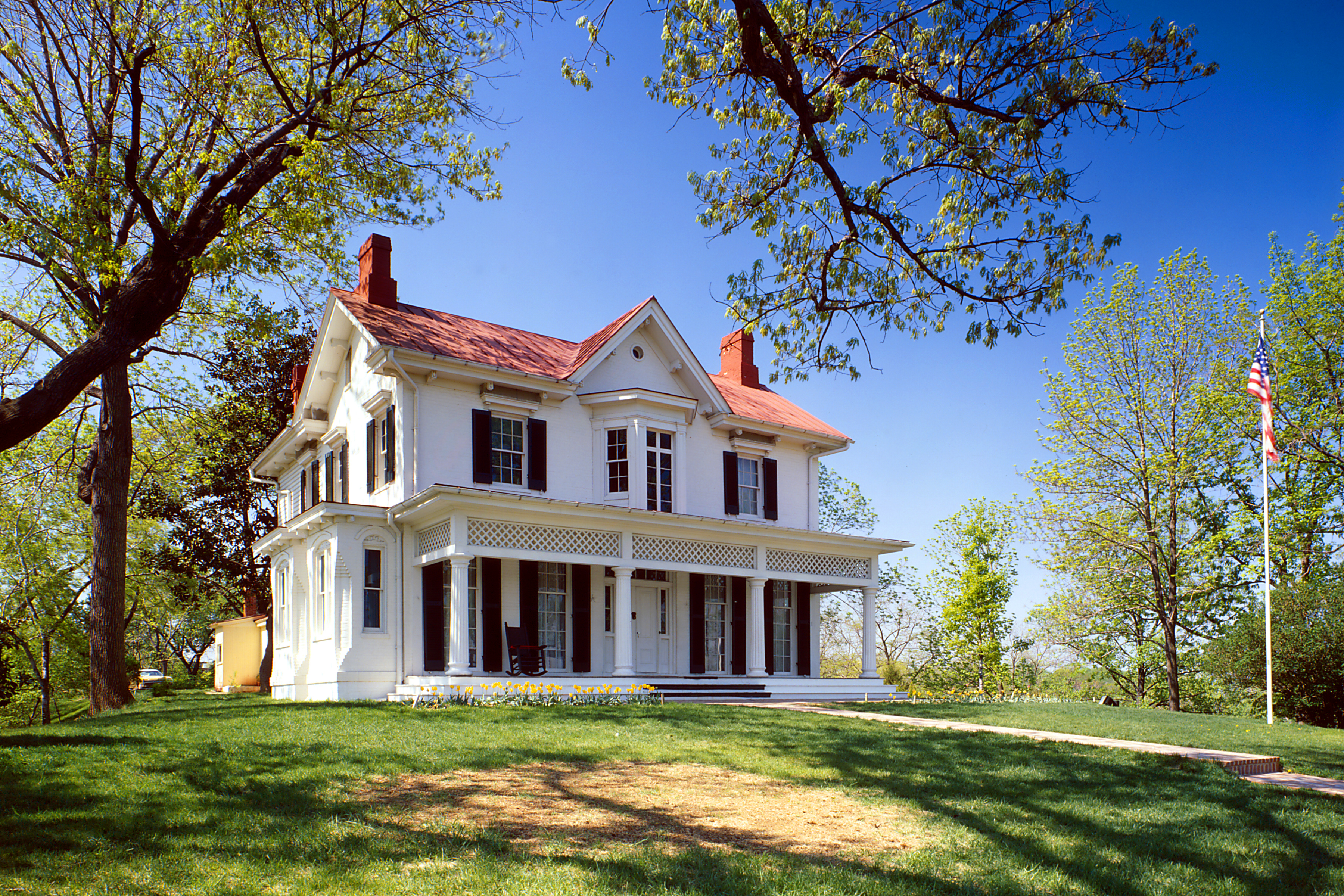
Frederick Douglass House in Washington D.C.

Na de burgeroorlog bekleedde Douglass een aantal belangrijke politieke posities. Hij was directeur van de Freedman's Savings Bank tijdens de wederopbouw, een marshal van Washington DC, minister-president en consul-generaal voor Haïti (1889-1891) en chargé d'affaires for Saint-Domingue. Na twee jaar verliet hij zijn post als ambassadeur vanwege meningsverschillen met de regerende partijen. Hij verhuisde in 1872 naar Washington DC, nadat zijn huis in Rochester uitbrandde - men denkt dat het was aangestoken. In de brand ging ook een hele editie van The North Star verloren.
In 1868 ondersteunde Douglass de presidentiële campagne van Ulysses S. Grant. De Klan Act en de Enforcement Act werden wetten, getekend door president Grant. Grant gebruikte de wetten actief, hij verbood habeas corpus in South Carolina en maakte gebruik van het leger. Onder zijn leiding werden meer dan 5000 arrestaties verricht, waardoor de Ku Klux Klan een zware klap kreeg. Zijn activiteiten maakten Grant onpopulair onder de blanke bevolking.
In 1872 werd Douglass de eerste Amerikaan van Afrikaanse afkomst om een nominatie te krijgen voor vicepresident van de Verenigde Staten. Hij werd zonder zijn medeweten genomineerd als Victoria Woodhulls vicepresidentskandidaat in de Equal Rights Party. Tijdens de bescheiden campagne werd er echter niet over de nominatie gerept en de nominatie van Woodhull was bij voorbaat kansloos omdat ze, mocht ze al winnen, op de dag van de inauguratie niet de vereiste minimumleeftijd zou hebben.

## Latere jaren
In 1877 kocht Frederick Douglass zijn laatste huis in Washington D.C., op de oevers van de Anacostia. Hij noemde het huis Cedar Hill, ook wel CedarHill. Hij vergrootte het huis van 14 naar 21 kamers en kocht een jaar later aangelegen stukken land. Zijn huis is nu een monument en museum.

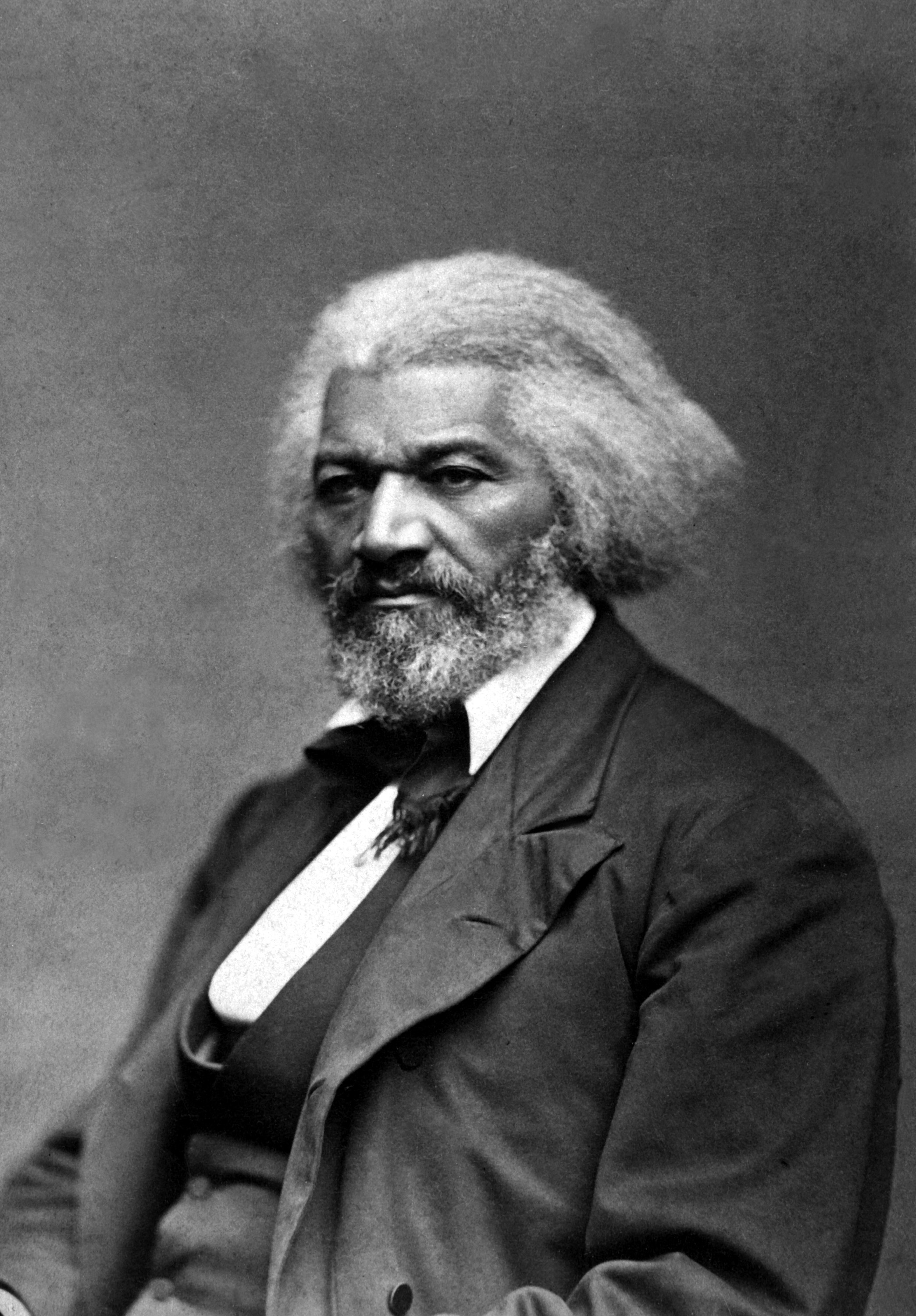
Frederick Douglass, ca. 1879

In 1877 werd hij gekozen als United States Marshal. In 1881 werd hij Recorder of Deeds voor het District of Columbia. Zijn vrouw overleed in 1882. In 1884 trouwde Douglass met de blanke feminist Helen Pitts. Zij was de dochter van een abolitionist collega en vriend van Douglass. Er was een hoop controverse over dit huwelijk, omdat zij blank en twintig jaar jonger was dan hij. Beide families schrokken terug en haar familie weigerde met haar te praten. Het nieuwe stel reisde in 1886 en '87 naar Engeland, Frankrijk, Italië en Griekenland.
In de latere jaren probeerde Douglass ook te achterhalen wanneer hij precies was geboren. Hij dacht zelf dat het in 1816 was, maar historici hebben sindsdien uitgevonden dat het februari 1818 was.
In 1892 stelde de Haïtiaanse overheid hem aan als hun commissaris voor de World's Columbian Exposition in Chicago. Hij was voor Irish Home Rule en sprak lovend over Charles Stewart Parnell. In 1886 was hij opnieuw voor korte tijd in Ierland.

### Overlijden
Op 20 februari 1895 sprak hij tijdens een bijeenkomst van de National Council of Women, waar hij een staande ovatie heeft ontvangen. Kort nadat hij thuiskwam in Washington DC overleed hij aan de gevolgen van een zware hartaanval of -infarct. Douglass ligt begraven op het Mount Hope Cemetery in Rochester, NY.

## Werken
(Alle in het Engels.)

### Autobiografieën
- Levensverhaal van Frederik Douglass, een' gewezen' slaaf. (Door hem zelven geschreven.) (Rotterdam: Kramers, 1846), vert. van: A Narrative of the Life of Frederick Douglass, an American Slave (1845) (Google Books)
  - Recensie, in Vaderlandsche letteroefeningen (1847), pp. 455-456.
- My Bondage and My Freedom (1855)
- Life and Times of Frederick Douglass (1892)

### Fictie
- "The Heroic Slave." Autographs for Freedom. Uitgegeven door Julia Griffiths. Boston: Jewett and Company, 1853. 174-239.

### Uitgaven van zijn werk
- Narrative of the Life of Frederick Douglass: Authoritative Text, Contexts, Criticism. 1845. Eds. William L Andrews and William S McFeely. A Norton critical edition. New York: W.W. Norton & Co, 1996. ISBN 0-393-96966-5 (paperback)
- Autobiographies. Notes by Henry Louis Gates, Jr. The Library of America; 68. New York: Library of America, 1994. ISBN 0-940450-79-8
- Frederick Douglass: Selected Speeches and Writings. Ed by Philip Sheldon Foner, and Yuval Taylor. The Library of Black America. 1st ed. Chicago: Lawrence Hill Books, 1999. ISBN 1-55652-349-1 (gebonden), ISBN 1-55652-352-1 (paperback)